# Noworomanowo (Kraj Ałtajski)
Noworomanowo (ros. Новороманово) – wieś w Rosji, w Kraju Ałtajskim, w rejonie kałmańskim. W 2010 liczyła 3252 mieszkańców.